# قومية منهجية
في العلوم الاجتماعية، القومية المنهجية (بالإنجليزية: Methodological nationalism)‏ هي توجه فكري ونمط في البحث العلمي يتصور الدولة القومية باعتبارها الوحدة الوحيدة للتحليل أو كحاوية للعمليات الاجتماعية. تم تطوير هذا المفهوم إلى حد كبير من قبل أندرياس فيمر ‏ ونينا غليك شيلر، اللذين عرفاه على وجه التحديد بأنه "افتراض أن الأمة / الدولة / المجتمع هو الشكل الاجتماعي والسياسي الطبيعي للعالم الحديث". تم تحديد القومية المنهجية في العديد من المجالات الفرعية للعلوم الاجتماعية، مثل الأنثروبولوجيا وعلم الاجتماع والمجال متعدد التخصصات لدراسات الهجرة. تعرضت القومية المنهجية، كممارسة في العلوم الاجتماعية، لانتقادات إضافية من قبل علماء مثل ساسكيا ساسين ‏، التي تؤكد أن الدولة القومية وحدودها ليست وحدة كافية للتحليل وأن القومي -في بعض الأحيان- يعتبر "تضاريس العالم.".

## ثلاثة أنواع من القومية المنهجية
وفقًا لأندرياس فيمر ونينا غليك شيلر، هناك ثلاثة أنواع من القومية المنهجية في دراسة العلوم الاجتماعية: تجاهل أهمية القومية للمجتمعات الحديثة، والتجنس، وحصر الدراسات في الحدود الجيوسياسية لدولة قومية معينة. قد تحدث هذه الأنواع معًا أو تحدث بشكل منفصل. عندما تحدث معًا، فإنها قد تعزز بعضها البعض.

## القومية المنهجية ودراسات الهجرة
لقد كانت القومية المنهجية ومفهومها للدول القومية أحد مكونات المنهجيات المعاصرة والتاريخية في دراسات الهجرة، بقدر ما التزمت بها بعض الدراسات أو انحرفت عن أسسها النظرية. وقد تم الاعتراف بهذا الالتزام أو انتقاده في العديد من الدراسات. علاوة على ذلك، فقد تم استكشاف الانتشار التاريخي للقومية المنهجية في العلوم الاجتماعية من خلال الأبحاث التي تقول إن العديد من كتابات مطلع القرن حول العولمة "خلطت النقد المفاهيمي الضروري للقومية المنهجية مع الادعاء التجريبي بتقلص أهمية الدولة القومية".
من ناحية أخرى، فإن البحث حول المنهج عبر الحدودي (transnationalism) والمهاجرين العابرين يتضمن أمثلة معاصرة للاختلاف وانتقاد القومية المنهجية كممارسة دائمة في المنح الدراسية. لقد تصورت الدراسات الحديثة في المجال العابر للحدود الوطنية- الدولةَ القوميةَ كعامل واحد في علاقة معقدة مع العديد من الجهات الفاعلة العالمية. إن دراسات الهجرة التي ترى أن المجتمع يمتد إلى ما هو أبعد من الحدود الوطنية، تقطع هذه الصلة بين الدولة القومية والمجتمع.
لقد ناقشت الأبحاث المتعلقة بالأمومة اللاتينية عبر الوطنية قضايا الدولة القومية وكذلك القومية العابرة للحدود. تم وضع الأطر المفاهيمية لهندسة القوة، والموقع الاجتماعي، والمقاييس الجغرافية لمواجهة الاتجاه التحليلي للرجوع إلى القومية المنهجية.
وقد جمعت أبحاث علمية أخرى بين دراسات الهجرة عبر الوطنية والأطر المفاهيمية مثل استعمار السلطة (Coloniality of power) لتجنب القومية المنهجية وتقديم تفسير أفضل للظواهر العابرة للحدود الوطنية المتقاطعة التي تشكل تجارب المهاجرين العابرين وتشرح بشكل أفضل عمليات الهجرة عبر الوطنية.